# MSL 마이너리그
MSL 마이너리그(MSL Minor League)는 MBC게임이 주최하는 스타크래프트 개인리그중 하나로, MSL진출자를 가리기 위해 개최된 리그이다. 2003년에 개최하여 2004년까지 진행되어 총 5차까지 치러졌고, 2005년부터는 MSL 서바이버리그로 변경되면서, 완전히 폐지되었다.

## 역대 MSL 마이너리그 리그 방식
MBC게임 스타리그로 가기위한 방식으로 2003년부터 2004년까지 예선전을 제외한 MSL 마이너리그에 도입되었다.

### MSL 1차 마이너리그
- 24명이 3전 2선승제만 경기를 치러서, 승자 12명이 본선에 진출하고, 패자 12명은 차기 시즌으로 직행한다.

### MSL 2차 마이너리그
- 2차 마이너리그 - 마이너진출전 : 지난 시즌과 동일하다.
- MSL 2차 마이너리그 : 시드권자, 12명 (지난 시즌 탈락자) + 진출자 12명 총 24명이 3명씩 8조로 나눠 풀리그 치러, 각 조1, 2위는 16강에 진출한다. (동률시 재경기통해 각 조 1, 2위 진출)
- 16강전 ~ 8강전 : 16강전부터는 토너먼트로 진행되나, 16강전과 8강전만 치러진다. 16강전과 8강전은 3전 2선승제로 치러, 8강전 승자는 본선에 진출하고, 8강전 패자는 리그결정전에 진출한다.

예)MSL 3차 마이너리그 16강 ~ 8강
|  | 16강전 | 16강전 | 16강전 |        |    | 8강전  | 8강전 | 8강전 |  |
|  |        |        |        |        |    |        |       |       |  |
|  | A1     | 김환중 | 2      |        |    |        |       |       |  |
|  | A1     | 김환중 | 2      |        |    |        |       |       |  |
|  | B2     | 이현승 | 0      |        |    |        |       |       |  |
|  | B2     | 이현승 | 0      |        | W1 | 김환중 | 2     |       |  |
|  |        |        |        |        | W1 | 김환중 | 2     |       |  |
|  |        |        | W2     | 박성준 | 1  |        |       |       |  |
|  | B1     | 차재욱 | W2     | 박성준 | 1  | 0      |       |       |  |
|  | B1     | 차재욱 |        |        |    |        |       |       |  |
|  | A2     | 박성준 | 2      |        |    |        |       |       |  |

- 리그결정전 : 1Round는 단판으로 치르고, 2Round는 3전 2선승제로 치른다. 한 조에서 승자는 본선에 진출한다.

예)5차 마이너리그-리그결정전 1, 2Round
|  | 1Round                    | 1Round                    | 1Round |  |  | 2Round                         | 2Round                         | 2Round |  |
|  |                           |                           |        |  |  |                                |                                |        |  |
|  | 이재항(메이저진출전 패자) | 이재항(메이저진출전 패자) | 1      |  |  |                                |                                |        |  |
|  | 이재훈(조별2위전 승자)    | 이재훈(조별2위전 승자)    | 2      |  |  | 김동진(MSL 패자조 2R 패자)     | 김동진(MSL 패자조 2R 패자)     | 0      |  |
|  |                           |                           |        |  |  | 이재훈(리그결정전 1Round 승자) | 이재훈(리그결정전 1Round 승자) | 2      |  |

### MSL 3차 마이너리그 ~ MSL 4차 마이너리그
- 3차 마이너리그 - 마이너결정전 : 기존 24명 → 32명 (진출자 16명)
- MSL 3차 마이너리그 : 시드권자, 기존 12명 → 8명 (지난 시즌 탈락자) + 진출자 16명 - 총 32명이 3명씩 8조로 나눠 풀리그 치러, 각 조1, 2위는 16강에 진출한다. (동률시 재경기통해 각 조 1, 2위 진출)
- 16강전 ~ 8강전, 리그결정전은 지난 시즌과 동일하다.

### MSL 5차 마이너리그
- 16강전 → 조별 2위전
- 8강전 → 메이저진출전
- 리그결정전 1Round : 메이저진출전 패자 vs 조별 2위전 승자 (3전 2선승제로 변경)

예)MSL 5차 마이너리그 조별 2위전 및 메이저진출전 A조, E조
|  | 조별 2위전 |        |   |
|  |            |        |   |
|  | 박신영     | 박신영 | 2 |
|  | 김현진     | 김현진 | 0 |

|  | 메이저진출전 |        |   |
|  |              |        |   |
|  | 전태규       | 전태규 | 2 |
|  | 나도현       | 나도현 | 0 |